# São Francisco (Sergipe)
São Francisco is een gemeente in de Braziliaanse deelstaat Sergipe. De gemeente telt 3.007 inwoners (schatting 2009).